# Autographa gammoides
Autographa gammoides là một loài bướm đêm trong họ Noctuidae.